# ドイツ封鎖
ドイツ封鎖（ドイツふうさ、英: Blockade of Germany）、またはヨーロッパ封鎖（ヨーロッパふうさ、英: Blockade of Europa）とは、第一次世界大戦および戦後にかけての1914年から1919年の間、ドイツ、オーストリア＝ハンガリー、トルコなどの中央同盟国への原材料や食料品の海上輸送を封鎖するため、連合国によって行われた海上封鎖作戦のこと。

## 死亡者の数
1918年12月、ドイツの公衆衛生当局はこの封鎖を原因とする飢餓と疾病によって同年12月までに76万3,000人のドイツ市民が死亡したと主張しており、1928年に行われたある学術調査では、封鎖による全体の死亡者は42万4,000名という見積りを出している。

## 概要
ドイツ帝国とイギリス帝国の二つの帝国は国内に抱える人口を養い、軍需産業に供給するための原材料や食料品を輸入に強く依存していた。
ヨーロッパにおけるすべての交戦国の食料品や軍需物資の輸入品は主にアメリカ州から輸入されており、大西洋を横断する船舶による輸送に制約されていた。
このことから、戦争において両国はお互いに対する封鎖を志向していた。
イギリスには数において勝りイギリス帝国の全領域で作戦行動できるイギリス海軍（ロイヤルネイビー）があった。
一方のドイツ帝国海軍（カイザーライヒェ・マリーネ）の水上艦艇の多くはドイツ湾（北海のドイツ、オランダ、デンマークに囲まれた海）にその行動範囲が制約されており、ドイツは他の海域で封鎖を実行するため通商破壊や無制限潜水艦作戦を利用した。

## 歴史

### 背景
第一次世界大戦に先立ち、イギリスはフランスとの軍事協力関係にあったためドイツと開戦した場合に備え、1905年から1906年にかけて一連の会議が開催された。海軍情報部部長のチャールズ・オトリー (Charles Ottley, 1858-1932)は、ドイツとの戦争におけるイギリス海軍の機能は商船輸送の捕捉と港湾の封鎖の二つにあると主張した。封鎖は次の二つの理由から有益であると考えられた。すなわち、封鎖によって敵国の艦艇に戦闘を強いることが可能となり、ドイツの商業を破壊させるための経済的武器としても振る舞うことができるためである。しかしながら、1908年に至るまでの間、ドイツ封鎖はイギリス海軍の戦争計画に正式に表出することはなく、また、それ以後も一部の海軍当局者は封鎖案が実行可能かについて意見が分かれている状況であった。イギリス海軍は封鎖に関する最適な実行計画については未決定であったものの、ドイツ封鎖計画は1914年まで幾度にも渡る改定を繰り返しながらも残った。

### 封鎖
圧倒的な海軍力を有するイギリスは1914年8月の第一次世界大戦の勃発に際し、アメリカ合衆国の対中央同盟国貿易を大部分において禁止する包括的な禁制品リストを作成し、すぐさまドイツに対する海上封鎖を確立させた。そして、1914年11月初頭には北海を交戦地帯として設定し、当海域に侵入するいかなる艦船も危害が及ぶ可能性が生じた。封鎖の内容は極めて制約が多いもので、食料品すら「戦時禁制品」として扱われていた。封鎖を国際法違反であると非難する人々がいたが、多くの中立国商船は査察を受けてイギリスの港湾に停泊することに同意していた。そして、護衛されていないドイツ行きの「違法」貨物船はイギリスの機雷原を通過して目的地に向かった。
イギリス海軍が行ったノーザン・パトロールやドーバーパトロールによって、北海およびイギリス海峡における交通が遮断された。
ドイツはこの行為をドイツ人民を飢餓の苦しみによって服従させるというあからさまな試みであると見通しており、同じ方法でイギリスに報復することを望んだ。
封鎖はまたアメリカ経済に深刻な影響を与えた。特に両戦争当事国との戦時貿易から利益を獲得するという商業的利益による圧力の下、アメリカ合衆国政府は精力的な反対活動を行った。イギリスはアメリカと敵対する意思は無かったが、敵対国との貿易を中断することはより喫緊の目標であると思われていた。最終的には、ドイツの潜水艦作戦やそれに続くアメリカ人が乗船していたルシタニア号や民間船舶の沈没は、封鎖によるそれよりもはるかに強くアメリカ世論の反感を買った。
1917年1月1日付のイギリス戦時内閣宛ての覚書では、北海またはオーストリア領内のアドリア海の港湾（1914年以来、フランスによる封鎖の下にあった）などの他の地域を経由してドイツまたはその同盟国に到着した物資はほとんど無いと述べられている。

### 戦時における影響
封鎖に関して最初に出された公式発表はA.C.ベル博士とジェームズ・エドワード・エドモンド准将によって作成された。それらの報告書はドイツの食糧供給に及ぼした封鎖の影響に関する彼らの主張において違いが生じている。ドイツ国内の資料を利用したベルは、封鎖によってドイツ国内における革命的な暴動が招かれ、カイザー（ドイツ皇帝）の政権の崩壊を引き起こしたと主張した。これに対しエドモンドは、ラインラントのアメリカ軍占領地帯における民事部を担当するアーウィン・L・ハント大佐 (Col. Irwin L. Hunt) の協力により、ドイツにおける食糧不足は単にドイツ革命の混乱によって引き起こされた休戦後の現象であると考えた。
最近の多くの研究でも、ドイツ革命と休戦期において人口に与えた封鎖の影響が深刻であるとの見方には否定的である。ある研究者は封鎖によってドイツおよび中央同盟国を飢えさせて1918年の敗北に至らせたと考えているが、そのほかの研究者はドイツ人口は封鎖の結果、確かに飢餓に苦しみはしたものの、ドイツの配給制度によって一部を除いて餓死を防いでいたと主張している。東部戦線における敵対国のロシアに対するドイツの勝利、そして最終的にはブレスト＝リトフスク条約の締結へ至ったことは、封鎖の影響に対して強力な対抗となるポーランドおよびその他の東部占領地帯の資源をドイツが得られることになった。11月11日の休戦は一般市民のいかなる行動によるものとしてよりも西部戦線における事態の推移によってやむを得ず為されたものであった。
ドイツの最大の同盟国であったオーストリア＝ハンガリーは1918年11月3日に既に休戦条約に署名しており、ドイツ南部からの侵攻という事態が顕在化していた。
以上のような見解があるものの、ドイツ封鎖が戦争の終結に多大な貢献を為したという点は今も受け入れられている。その実、1915年まで、ドイツの輸入は戦前の水準と比較して既に55%も減少しており、輸出は1914年の53%であった。石炭や非鉄金属などの必要不可欠な工業原材料の不足に至らしめたことを別として、封鎖によって農業において必要不可欠な肥料という必需品をドイツから失わせることになった。そして後者によって、穀物、ジャガイモ、畜肉、酪農品などの食糧が1916年の終わりまで欠乏したために、多くの人民が「戦時パン (Kriegsbrot) 」や粉乳などの代用食品を消費せざるを得なくなった。食糧不足を原因とする略奪や暴動はドイツに止まらず、ウィーンやブダペストでも発生した。食糧不足が深刻化した結果、オーストリア＝ハンガリーがドイツへ食糧を運搬するためにドナウ川を航行していた船舶を強奪する事態が生じた。
ドイツ政府は封鎖の影響を無くすための様々な試みを強行した。ドイツ経済の動員というヒンデンブルク綱領は1916年8月31日に開始された。そして、その綱領は17歳から60歳までの男性全員を割当雇用させることによって生産性を向上させることを意図しており、1915年1月に当初に導入された複雑な配給制度は、大都市における貧困層に廉価な大衆用食事を提供する「戦時台所 (War kitchen) 」と共に、最低栄養必要量が満たされることを目的としていた。これらすべての構想は限られたばかりの成功を収めるに止まり、1日当たり1,000キロカロリーという平均食事量は良好な健康基準を維持するには不十分であり、壊血病、結核、赤痢といった栄養不良に起因する疾病が1917年までに蔓延する結果を生じさせた。
ドイツの公式統計は、ドイツ封鎖を起因とする栄養不良および疾病による民間人の死亡者数を76万3,000人と推計した。この数値は後の学術研究から異議を唱えられており、その研究によると全体の死者は42万4,000人と見積もられている。1918年12月におけるドイツ政府の報告書は、76万2796人の民間人が死亡した原因は封鎖によるものであると判断しており、同書はこの数値には1918年のスペインかぜ流行による死者数は含まれていないと主張している。また、1918年の最後の6か月間におけるスペインかぜによる死者数が推計されている。モーリス・パルメラは「戦前の死亡率を上回る全ての超過死亡者の原因は封鎖であるとみなすことは決して正確とはいえない」と主張しており、または彼はドイツが公表した数値は「幾分か誇張された」ものであると考えていた。ドイツの主張は休戦条約の締結後の1918年11月から1919年6月まで継続された連合国によるドイツ封鎖を中止させるために、ドイツがプロパガンダ・キャンペーンを遂行していた時期に為されたものであった。
1928年、カーネギー国際平和財団の支援の下に行われたドイツの学術研究によって、戦争期におけるドイツの民間人死亡者の徹底的な分析の機会がもたらされた。この研究ではアルザス＝ロレーヌを除くドイツ国内における1歳以上の民間人の戦争関連死亡者を42万4,000人と推計しており、研究著者らは戦前の水準を上回るこれらの民間人死亡者の原因は第一に、1917年から1918年にかけての食糧と燃料不足を原因と見ている。また、この研究では更に1918年におけるスペインかぜによる死者を20万9,000人と推計している。カーネギー国際平和財団の支援によって1940年に実施されたある研究では、ドイツにおける民間人死亡者は60万人以上であると推計されている。上記で述べられた1928年に実施されたドイツによる研究によると、「徹底的な調査によって以下の結論に達した。すなわち、戦争に原因を求めることができる〔民間人の〕死者数は42万4,000人であり、インフルエンザ流行に起因する約20万人の死者をこれに付加しなければならない。」と述べられている。

### 休戦協定後の封鎖
封鎖は1918年11月の休戦協定の締結後も翌年の1919年に入っても維持され、その期間は8か月に渡った。「ケンブリッジ近代史  (New Cambridge Modern History) 」の記述によると、ドイツの食糧輸入は休戦協定の締結以後、1919年6月のヴェルサイユ条約にドイツが調印するまでの間、連合国によって管理されていたとされる。全ての封鎖は1919年1月17日、連合国がその監督の下に食糧輸入を許可した時に解除された。しかしながら、食糧の配分は1919年3月8日、ドイツ政府が連合国によって課された制約を容認していた時まで遅配ぎみであった。最終的に、封鎖はドイツがベルサイユ条約に調印した後の1919年7月12日に解かれた。ドイツ人民にとって、「封鎖に続く何週間、何か月もの期間において、ドイツ国内の悲惨な状態は更に悪化した」ために、これらの出来事は最も衝撃的な月日であったとされている。
76万3,000人の餓死者という公式数値は、1919年のドイツ封鎖の期間における民間人死亡者には含められていない。最近のある学術研究によると、1918年11月の休戦協定直後の時期における死亡者に関する統計データは存在していないと主張されている。ドイツ人医師であるマックス・ルブナーは1919年4月に出した論説において、休戦協定後のドイツ封鎖の継続によって10万人のドイツ市民が亡くなったと主張した。イギリスでは労働党所属の議員であり反戦活動家でもあるロバート・スマイリーが1919年6月にある声明を発表した。その声明では、封鎖の継続によって10万人のドイツ市民が亡くなったことを非難した。